# Sidoharjo (Kelumbayan Barat)
Sidoharjo is een bestuurslaag in het regentschap Tanggamus van de provincie Lampung, Indonesië. Sidoharjo telt 1909 inwoners (volkstelling 2010).